# Cockerelliella somnathensis
Cockerelliella somnathensis es un hemíptero de la familia Aleyrodidae, con una subfamilia: Aleyrodinae.
Fue descrita científicamente por primera vez por Sundararaj en 2000.